# Ebenavia inunguis
Ebenavia inunguis Boettger, 1878 è un piccolo sauro della famiglia dei Gekkonidi, diffuso in Madagascar e in alcune isole dell'Oceano Indiano vicino alle coste africane.

## Biologia
Sono gechi notturni e arboricoli. Si nutrono di insetti.

## Distribuzione e habitat
Ebenavia inunguis è diffuso in Madagascar, nelle isole Comore, nell'isola di Pemba (Tanzania) e a Mauritius.